# Sinularia flexibilis
Sinularia flexibilis is een zachte koraalsoort uit de familie Alcyoniidae. De koraalsoort komt uit het geslacht Sinularia. Sinularia flexibilis werd in 1833 voor het eerst wetenschappelijk beschreven door Quoy & Gaimard. 